# العلاقات الأوغندية الدومينيكانية
العلاقات الأوغندية الدومينيكانية هي العلاقات الثنائية التي تجمع بين أوغندا وجمهورية الدومينيكان.

## مقارنة بين البلدين
هذه مقارنة عامة ومرجعية للدولتين:
| وجه المقارنة                                              | أوغندا                        | جمهورية الدومينيكان |
| --------------------------------------------------------- | ----------------------------- | ------------------- |
| المساحة (كم2)                                             | 241.04 ألف                    | 48.67 ألف           |
| عدد السكان (نسمة)                                         | 42.86 مليون                   | 10.40 مليون         |
| الكثافة السكانية (ن./كم²)                                 | 177.81                        | 213.68              |
| العاصمة                                                   | كامبالا                       | سانتو دومينغو       |
| اللغة الرسمية                                             | لغة إنجليزية، اللغة السواحلية | اللغة الإسبانية     |
| العملة                                                    | شيلينغ أوغندي                 | بيزو دومنيكاني      |
| الناتج المحلي الإجمالي (بليون دولار)                      | 25.89 مليار                   | 75.93 مليار         |
| الناتج المحلي الإجمالي (تعادل القوة الشرائية) بليون دولار | 72.25 مليار                   | 149.89 مليار        |
| الناتج المحلي الإجمالي الاسمي للفرد دولار أمريكي          | 705                           | 6.47 ألف            |
| الناتج المحلي الإجمالي للفرد دولار أمريكي                 | 1.77 ألف                      | 13.26 ألف           |
| مؤشر التنمية البشرية                                      | 0.483                         | 0.715               |
| رمز المكالمات الدولي                                      | +256                          | +1809، +1829، +1849 |
| رمز الإنترنت                                              | .ug                           | .do                 |
| المنطقة الزمنية                                           | ت ع م+03:00                   | 00                  |

## منظمات دولية مشتركة
يشترك البلدان في عضوية مجموعة من المنظمات الدولية، منها:
| علم المنظمة | اسم المنظمة                                 | تاريخ انضمام أوغندا | تاريخ انضمام جمهورية الدومينيكان |
| ----------- | ------------------------------------------- | ------------------- | -------------------------------- |
|             | الاتحاد البريدي العالمي                     | ?                   | ?                                |
|             | يونسكو                                      | 9 نوفمبر 1962       | 4 نوفمبر 1946                    |
|             | البنك الدولي للإنشاء والتعمير               | 27 سبتمبر 1963      | 18 سبتمبر 1961                   |
|             | منظمة التجارة العالمية                      | ?                   | ?                                |
|             | وكالة ضمان الاستثمار متعدد الأطراف          | 10 يونيو 1992       | 7 مارس 1997                      |
|             | منظمة الشرطة الجنائية الدولية               | ?                   | ?                                |
|             | مؤسسة التمويل الدولية                       | 27 سبتمبر 1963      | 31 أكتوبر 1961                   |
|             | الأمم المتحدة                               | 25 أكتوبر 1962      | 24 أكتوبر 1945                   |
|             | مجموعة دول أفريقيا والكاريبي والمحيط الهادئ | ?                   | ?                                |
|             | مؤسسة التنمية الدولية                       | 27 سبتمبر 1963      | 16 نوفمبر 1962                   |
|             | منظمة حظر الأسلحة الكيميائية                | ?                   | ?                                |

## وصلات خارجية
- موقع وزارة الخارجية الأوغندية